# Paul Thalmann
Paul Thalmann (* 30. September 1901 in Basel; † 16. März 1980 bei Nizza) war ein Schweizer Autor, Redakteur, Widerstandskämpfer, ehemaliger Kommunist und späterer Anarchist. Er publizierte auch unter dem Pseudonym Franz Heller.

## Leben und Wirken
Thalmann war Mitglied der sozialistischen Jugend und wurde später, nach dem Ersten Weltkrieg, Mitglied der Kommunistischen Partei der Schweiz (KPS). Als Jungdelegierter nahm er an den Kongressen der Kommunistischen Internationale in Moskau (1921 und 1924) teil. Von 1925 bis 1928 besuchte Thalmann eine Arbeiteruniversität in Moskau. 1929 wurde er wegen seiner antistalinistischen Haltung, zu der ihn seine persönlichen Erfahrungen mit dem Stalinismus in Sowjetrussland geführt hatten, aus der KPS ausgeschlossen, wo er dem Zentralkomitee angehört hatte. Thalmann war ab 1928 als Redakteur für die kommunistische Zeitung Vorwärts in Basel tätig, wo er seine Frau Clara Ensner kennenlernte und 1931 heiratete. Ab 1932 arbeitete er in Schaffhausen für die Arbeiter-Zeitung der 1930 gegründeten antistalinistischen Kommunistischen Partei-Opposition (KPO), der er und seine Frau Clara Thalmann beigetreten waren.
Ab August 1936 beteiligte sich Thalmann zunächst als Korrespondent, dann zusammen mit seiner Frau als Milizionär am Widerstand gegen das Franco-Regime im Spanischen Bürgerkrieg. Sie schlossen sich der Kolonne «Durruti» an und kämpften an der Aragon-Front. Sie waren auch Mitglieder des «Bataillons de Choque» der antistalinistischen Partei Partido Obrero de Unificación Marxista (POUM). Der Anarchosyndikalist Augustin Souchy schrieb hierzu: «Ohne die Begeisterung, mit der die Menschen ihr Leben in die eigene Hand nahmen, ohne die Soziale Revolution war aber ein Sieg gegen Franco undenkbar. Die Menschen kämpften nicht für einen republikanischen Staat, sie wollten das Himmelreich auf Erden.» An den Kämpfen um die Stadt Huesca war auch der «Grupo Erich Mühsam» beteiligt.
Am 4. Mai 1937 begannen bewaffnete Auseinandersetzungen zwischen Kommunisten und Anarchisten (Maiereignisse), bei denen einige Gruppenmitglieder der «Deutschen Anarcho-Syndikalisten» (DAS) sowie auch Paul und Clara Thalmann vom SIM, dem Geheimdienst der spanischen KP, als angebliche Konterrevolutionäre verhaftet wurden. (Die «Gruppe DAS» wurde in Katalonien gegründet, aktiv beteiligt waren unter anderen auch Augustin Souchy und Helmut Rüdiger. Die Gruppe arbeitete mit der «Internationalen Transport Arbeiter-Föderation» zusammen, von der «Gruppe deutscher Seeleute» schlossen sich zehn Mitglieder der DAS an. Unter dem Titel Die soziale Revolution gab die «Gruppe DAS» von 1936 bis 1937 eine eigene Zeitschrift mit 13 Ausgaben heraus.)
Nach ihrer auf eine Intervention der Sozialistischen Arbeiterinternationale erfolgten Freilassung hielten sich Paul und Clara Thalmann während des Zweiten Weltkriegs zwischen 1940 und 1944 in Paris auf und halfen deutschen Flüchtlingen. Als Mitglied der Kompanie Compagnia Internacional (vorher: «Grupo Internacional») war Paul Thalmann Teil der Résistance und aktiv an der Widerstandsbewegung gegen die deutschen Besatzungstruppen beteiligt. In der Kompanie kam es jedoch zu heftigen Auseinandersetzungen, die dazu führten, dass er sich von der Gruppe trennte. Zusammen mit Martin Monath gab er ab 1943 Arbeiter und Soldat, eine revolutionäre Zeitung für deutsche Soldaten, heraus.
1953 gründeten Paul und Clara Thalmann zusammen mit anderen in einem Vorort von Nizza die Kommune Séréna.

## Film
Ein Dokumentarfilm unter dem Titel Die lange Hoffnung erschien in der Medienwerkstatt Freiburg i. Br. (BRD/GB 1984) und wurde ebenfalls im «Kleinen Fernsehspiel» des ZDF am 29. Februar 1984 gesendet. Mit dem Untertitel «Erinnerungen an ein anderes Spanien» von A. Souchy und C. Thalmann auch als Buch erschienen.

## Werke
- Paul Thalmann (Pseudonym: Franz Heller): Für die Arbeiter-Revolution in Spanien. Neu herausgegeben mit einem aktuellen Nachwort des Verfassers. Arbeitsgruppe für die Geschichte der Spanischen Revolution. Veritas Verlag Zürich, ohne Jahrgang (circa 1976).
- Paul Thalmann: Wo die Freiheit stirbt. Stationen eines politischen Kampfes. Walter Verlag, Freiburg i. Br. 1974. ISBN 3-530-87880-4

## Weiterführende Literatur
- Clara Thalmann, Augustin Souchy: Die lange Hoffnung. Erinnerungen an ein anderes Spanien. Mit einer ausführlichen Biblio- und Filmographie zum Spanischen Bürgerkrieg. Hrsg. von der Medienwerkstatt Freiburg i. Br. Trotzdem Verlag, Grafenau 1985. ISBN 3-922209-54-8
- Clara und Paul Thalmann: Revolution für die Freiheit. Stationen eines politischen Kampfes. Moskau/Madrid/Paris. Trotzdem Verlag, Grafenau 1985. S. 35 und 90–115. ISBN 3-922209-54-8
- Augustin Souchy: Nacht über Spanien – Anarcho-Syndikalisten in Revolution und Bürgerkrieg 1936–39, Ein Tatsachenbericht. S. 125. Neuauflage im Trotzdem Verlag, Grafenau, 1992. ISBN 3-922209-51-3
- Rudolf Berner: Die Unsichtbare Front. Bericht über die illegale Arbeit in Deutschland (1937). S. 121, 137 f.: über Clara und Paul Thalmann. Über die Gruppe «Deutsche Anarcho-Syndikalisten» (DAS) S. 9, 12, 16, 24, 40, 43, 76–80, 93, 96, 111, 116–120, 122–125, 127 f., 130, 132, 135 f., 141, 145, 147–150, 152. Libertad Verlag, Potsdam 1997. ISBN 3-922226-23-X
- Patrik von zur Mühlen: Spanien war ihre Hoffnung. Die deutsche Linke im Spanischen Bürgerkrieg 1936 bis 1939, (PDF-Datei; 9,66 MB), Verlag Neue Gesellschaft, Bonn 1983, ISBN 3-87831-375-6, bzw. Dietz Verlag Berlin, Bonn 1985, ISBN 3-8012-3012-0. (In diesem Buch über die deutsche Linke im Spanischen Bürgerkrieg [1936–1939] werden unter anderem die politischen und publizistischen Aktivitäten der Gruppe «DAS» und der deutschen Mitarbeiter der anarchosyndikalistischen Confederación Nacional del Trabajo [CNT] und der Federación Anarquista Ibérica [FAI] dargestellt.)
- Hans Jürgen Degen, Helmut Ahrens (Hrsg.): «Wir sind es leid, die Ketten zu tragen» – Antifaschisten im spanischen Bürgerkrieg. Mit Beiträgen von unter anderem Carla und Paul Thalmann. Jakobsohn Verlag, Berlin 1979 (ohne ISBN).